# Pont de Bir-Hakeim
Pour les articles homonymes, voir Bir Hakeim.
Le pont de Bir-Hakeim, anciennement pont de Passy, est un pont parisien franchissant la Seine entre le 15e et le 16e arrondissement, achevé en 1905. Une passerelle construite en 1878 à cet endroit l'avait précédé.
Il a été inscrit au titre des monuments historiques, par arrêté du 10 juillet 1986.

## Situation et accès
Le pont de Bir-Hakeim relie l'avenue du Président-Kennedy sur la rive droite de la Seine, dans le quartier de la Muette (16e arrondissement), aux quais Jacques-Chirac (ex-quai Branly) et de Grenelle sur la rive gauche, dans le quartier de Grenelle (15e arrondissement). Côté 16e arrondissement, dans son prolongement, une passerelle piétonne enjambe l'avenue du Président-Kennedy et permet de rejoindre la rue Marietta-Alboni.
La vue sur la tour Eiffel est remarquable depuis le pont. Lors des feux d'artifice et autres grands évènements, la foule l'envahit pour profiter du spectacle.

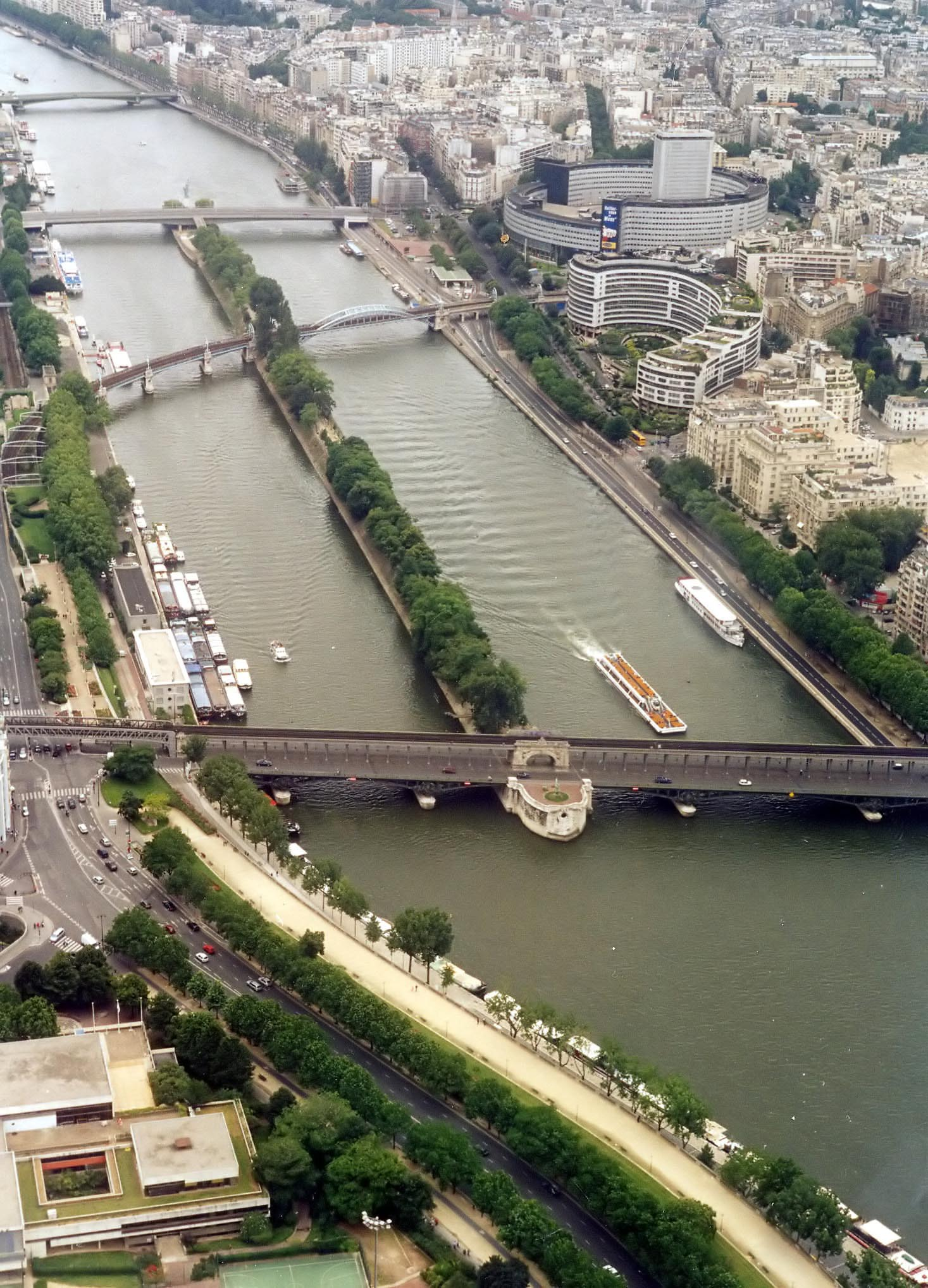
Le pont au premier plan.
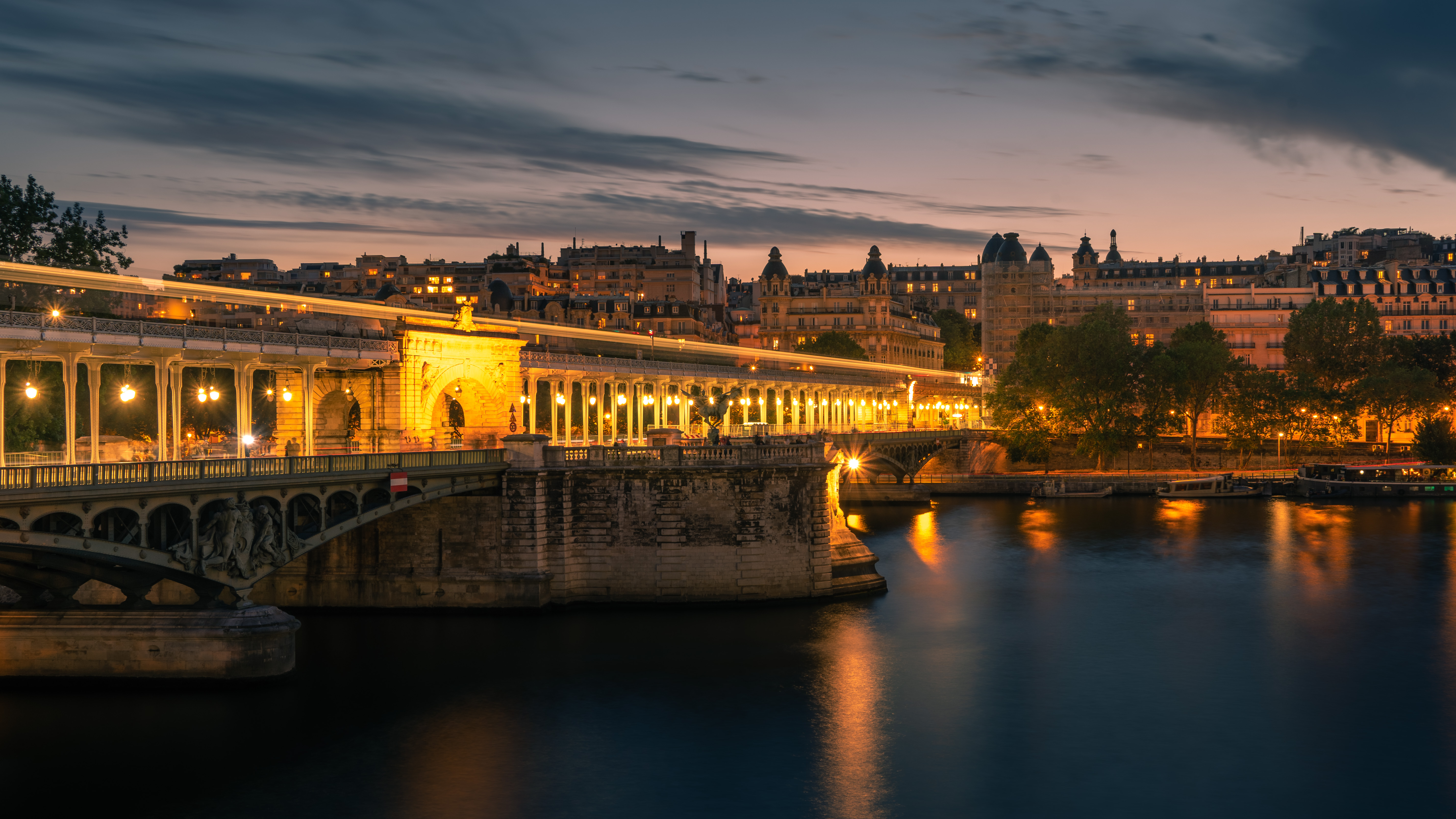
Le pont vu de nuit.

Ce site est desservi par les stations de métro Passy et Bir-Hakeim.

## Origine du nom

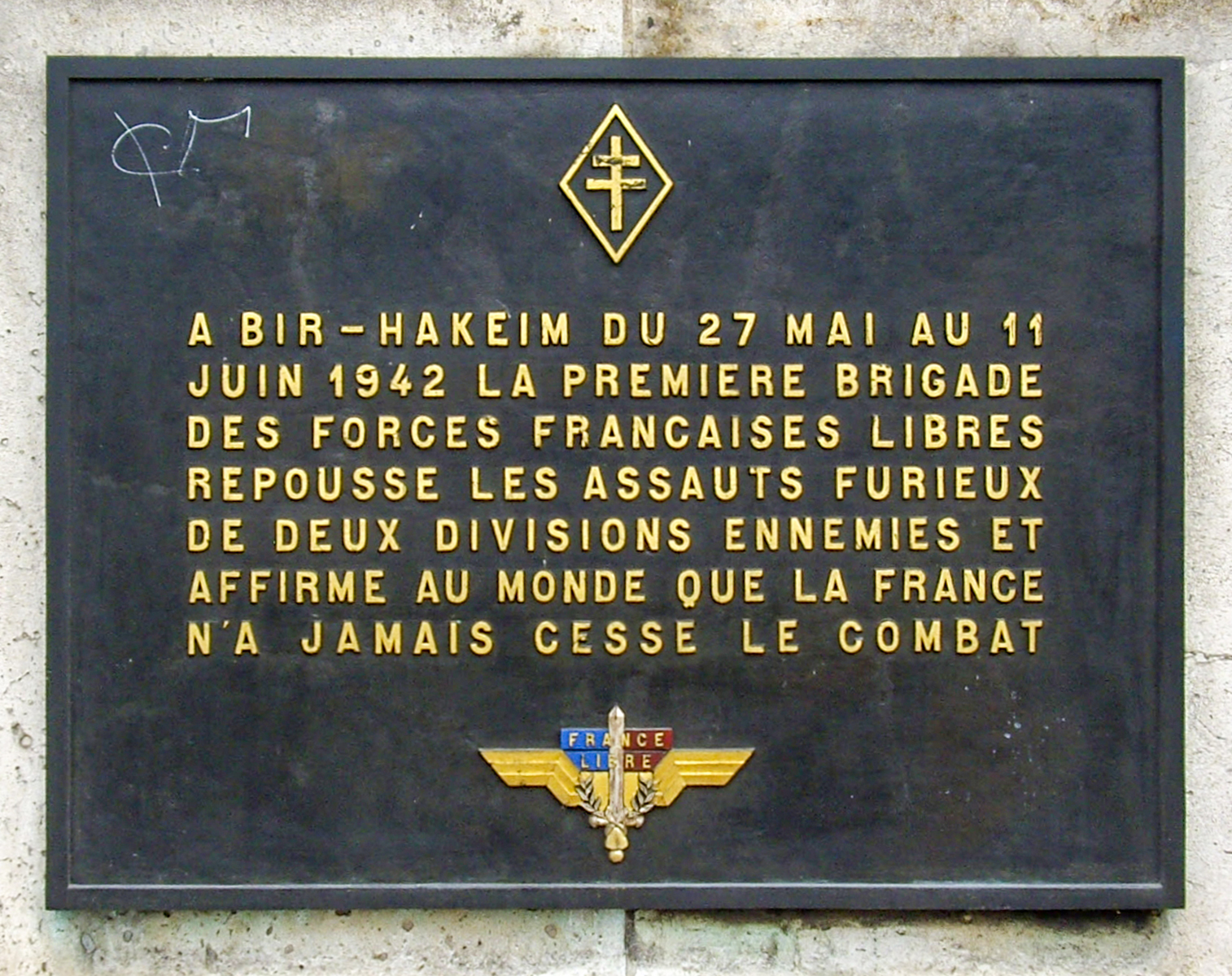
Plaque en mémoire de la bataille de Bir Hakeim.

Il porte le nom du point stratégique dans le désert de Libye, appelé Bir Hakeim, où les Forces françaises libres opposèrent une défense héroïque aux troupes allemandes, lors d'une bataille en juin 1942.
Une plaque commémorative au milieu du pont rend hommage à cet évènement.

## Historique

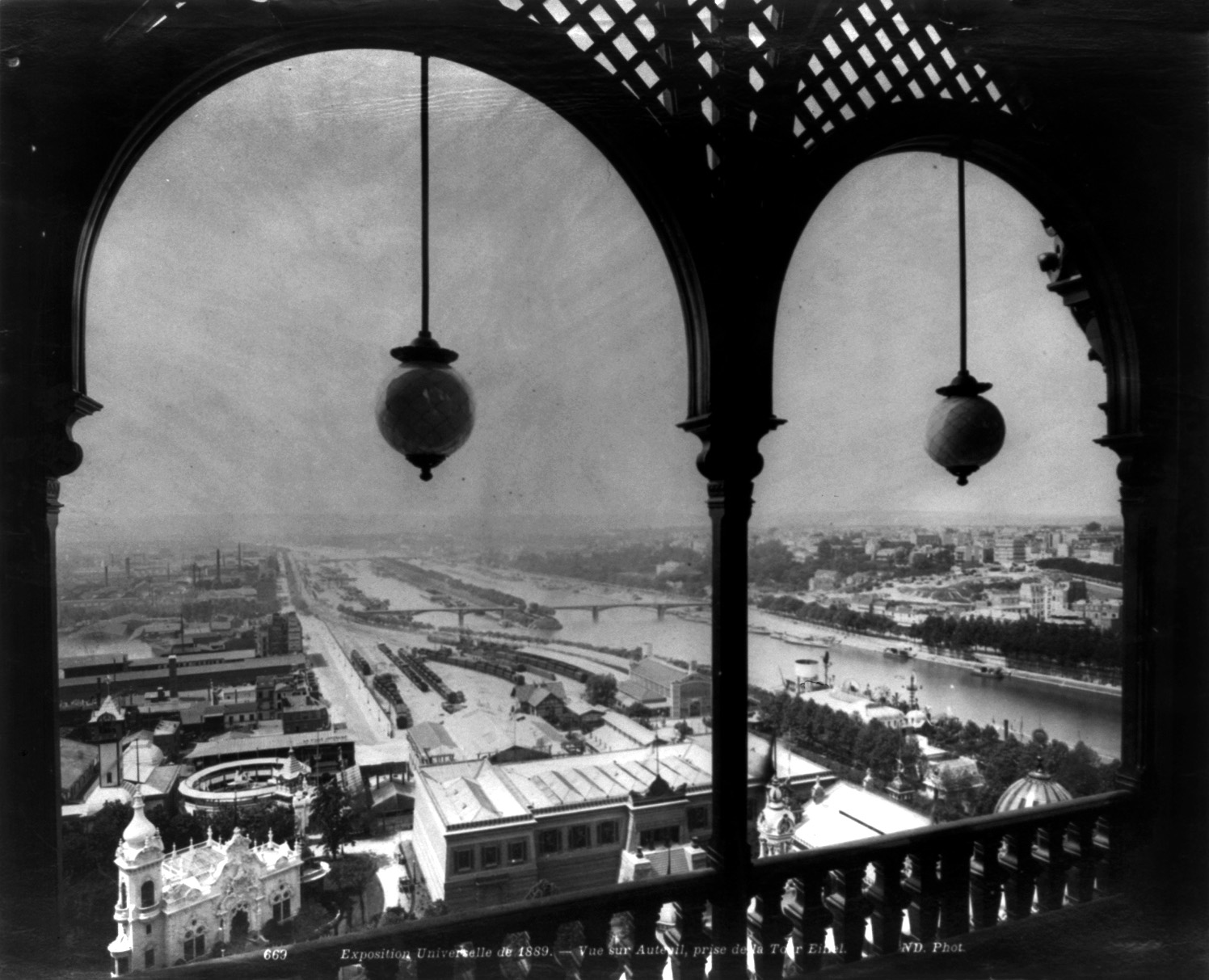
L'ancien pont vu de la tour Eiffel lors de l'Exposition universelle de 1889.

Antérieurement à l'ouvrage, une passerelle métallique piétonnière nommée « passerelle de Passy » avait été établie pour l'Exposition universelle de 1878.
À la suite d'un concours organisé en 1902, le pont actuel a été construit de 1903 à 1905, sous la direction de Louis Biette, par Daydé & Pillé, et décoré par Jean Camille Formigé, architecte de la Ville de Paris, pour permettre la circulation piétonne, automobile et ferroviaire, en s'appuyant sur l'île aux Cygnes. Deux groupes de statues en fonte de Gustave Michel, représentant des nautes et des forgerons, ornent les piles de pierre, quatre allégories en bas-relief décorent la maçonnerie, La Science et Le Travail de Jules Coutan en amont, L'Électricité et Le Commerce de Jean-Antoine Injalbert en aval. À la pointe de l'île aux Cygnes se dresse La France renaissante, d'Holger Wederkinch, offerte en 1930 par la communauté danoise de la capitale,.
Le 15 juillet 1918, un obus tombe sur le pont.
Le 18 juin 1949, pour le 9e anniversaire de l'appel du 18 Juin, le conseil municipal de Paris, dirigé par Pierre de Gaulle, organise une grande manifestation commémorative pour inaugurer le pont de Bir-Hakeim et l'avenue du Général-Leclerc, au cours duquel le général Charles de Gaulle prononce un discours. La cérémonie du pont de Bir-Hakeim se tient en fin de matinée, en présence du général Pierre Kœnig, du général Edgard de Larminat, président de l'Association des Français libres, qui prononcent l'un et l'autre un discours, de l'amiral Georges Thierry d'Argenlieu, du général Martial Valin et de la veuve du général Philippe Leclerc de Hauteclocque. À cette occasion, le pont est rebaptisé en souvenir de la bataille de Bir Hakeim (livrée par le général Kœnig et les Forces françaises libres (FFL) en Libye en 1942),,. Depuis, le pont est un lieu de mémoire des Français libres, auquel a été associé en 1955 le monument en hommage à la 1re division française libre, situé à proximité, sur le quai Branly.
En mars 2023, le terre-plein central piétonnier est nommé promenade Jean-Paul-Belmondo. L'acteur avait en effet tourné sur le métro du viaduc une scène culte (voir infra).

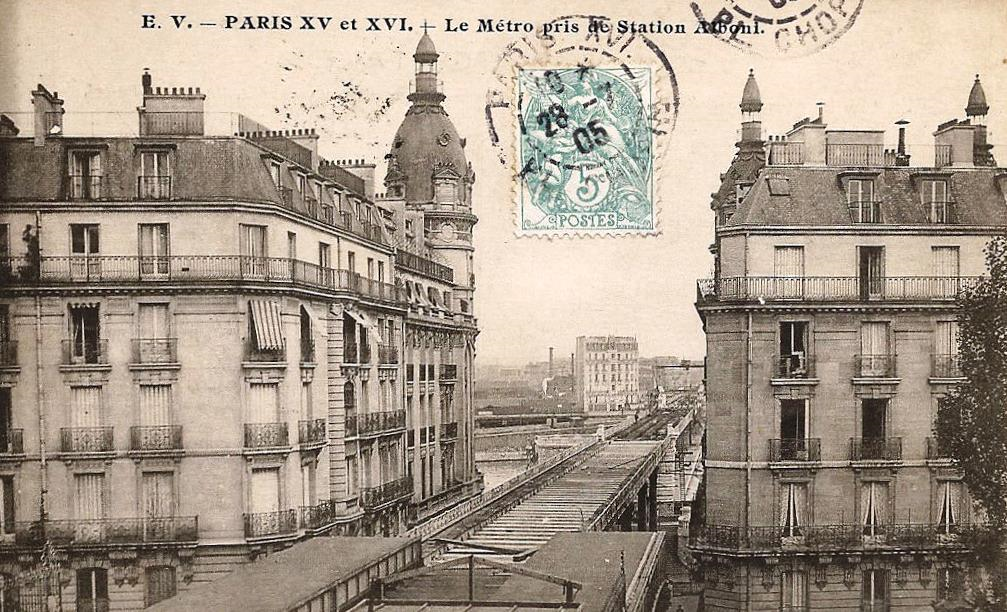
Construction du viaduc de Passy pour permettre le passage du métro en 1904.
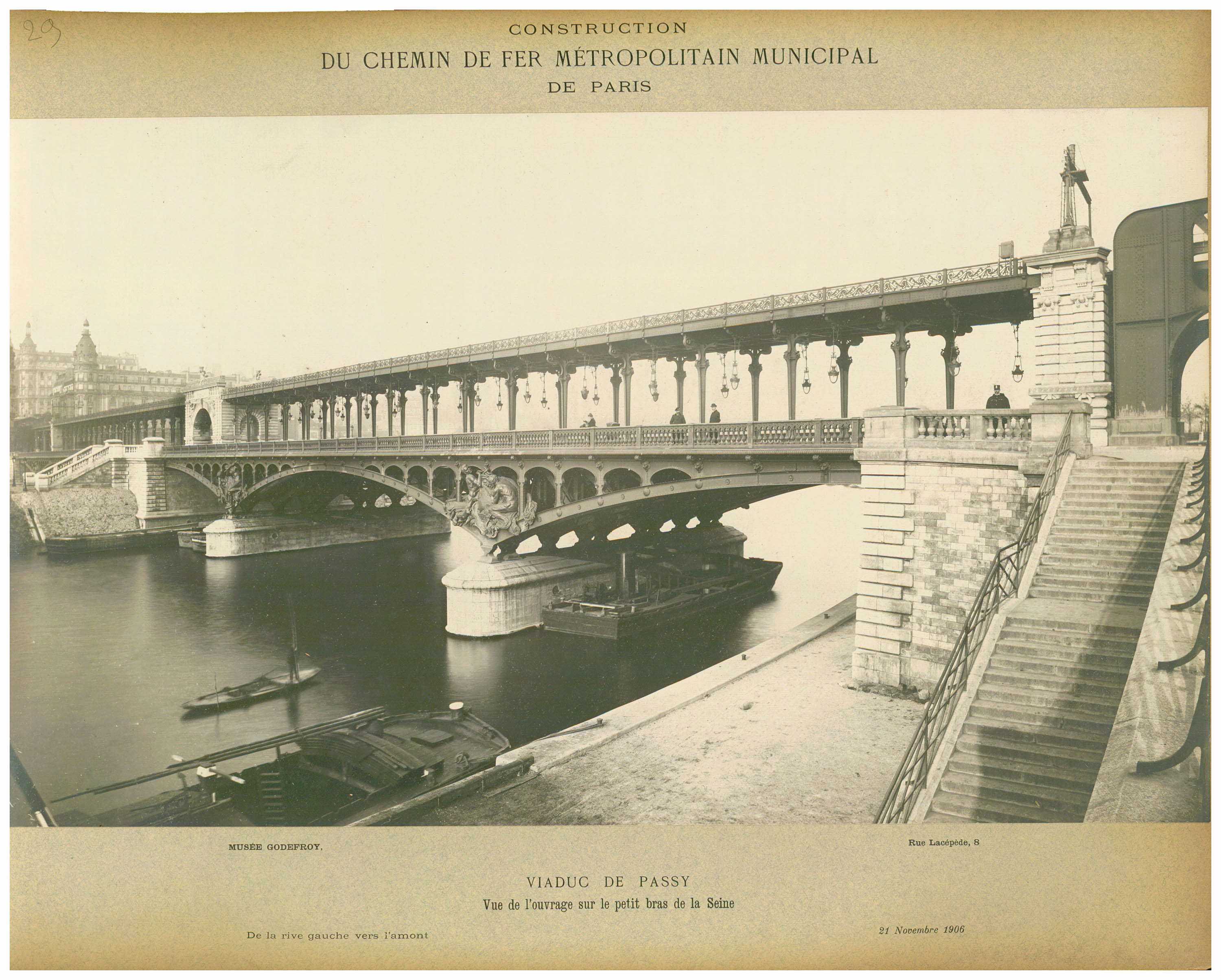
Le viaduc en 1906.
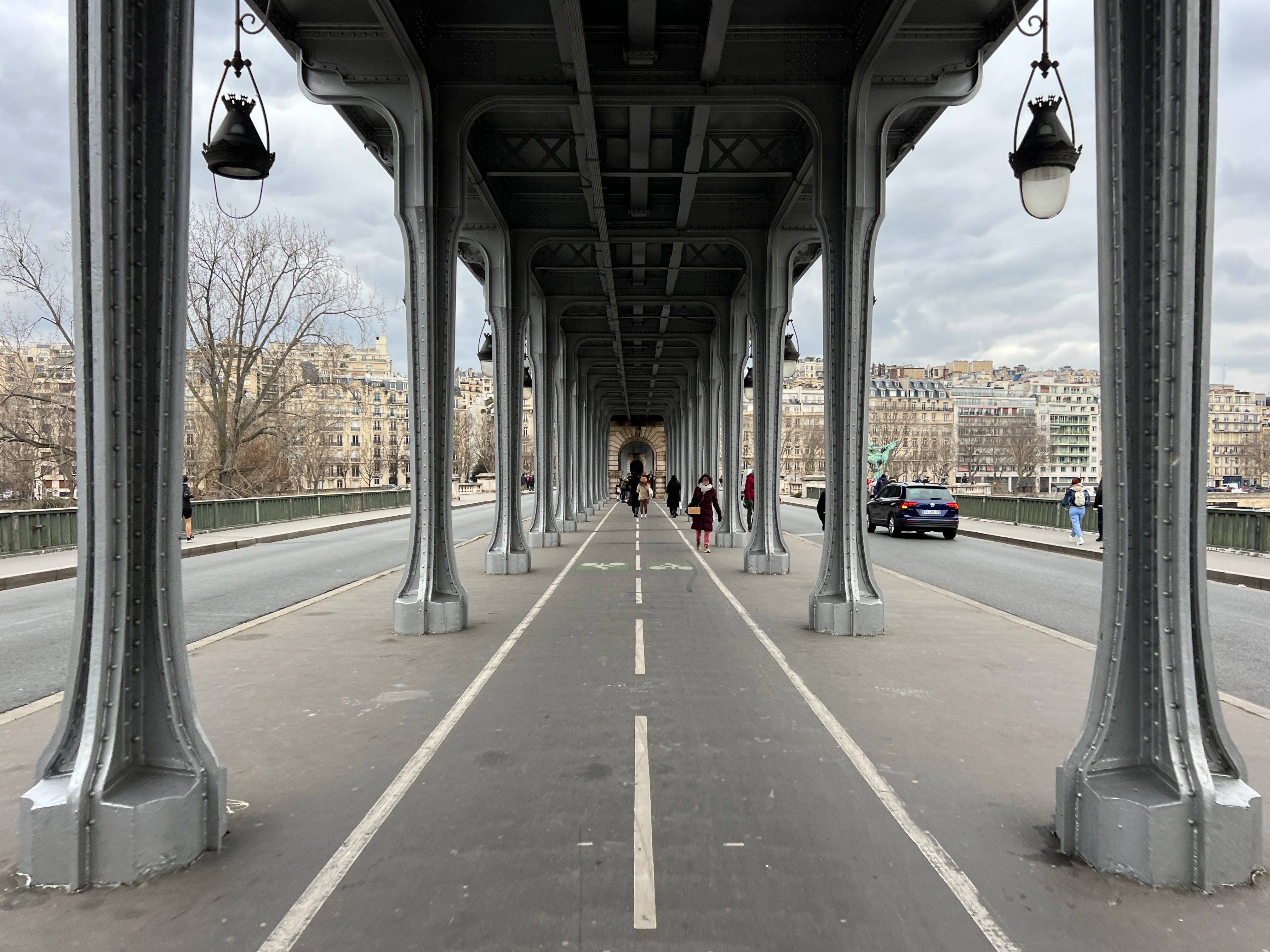
Promenade Jean-Paul-Belmondo.

### Actes de terrorisme
Le 24 octobre 1975, İsmail Erez, ambassadeur de Turquie à Paris, et son chauffeur Talip Yener sont assassinés à l'angle du pont de Bir-Hakeim et de l'avenue du Président-Kennedy par des terroristes arméniens utilisant une arme automatique,,. 
Le 2 décembre 2023, un touriste germano-philippin est mortellement poignardé à l'angle du pont de Bir-Hakeim et du quai Jacques-Chirac par un terroriste franco-iranien se réclamant de l'« État islamique »,.

## Architecture
| À gauche, vue générale en direction du 16e arrondissement ; au centre, sous le viaduc ; à droite, rangée de luminaires Art déco. |  | À gauche, vue générale en direction du 16e arrondissement ; au centre, sous le viaduc ; à droite, rangée de luminaires Art déco. |  | À gauche, vue générale en direction du 16e arrondissement ; au centre, sous le viaduc ; à droite, rangée de luminaires Art déco. |
| À gauche, vue générale en direction du 16e arrondissement ; au centre, sous le viaduc ; à droite, rangée de luminaires Art déco. |  | |  | |

Il présente de nombreuses caractéristiques :
- une partie centrale de 12 mètres est en porte-à-faux ;
- il a deux étages : un pour les piétons et les voitures et un viaduc au-dessus qui laisse passer la ligne 6 du métro ;

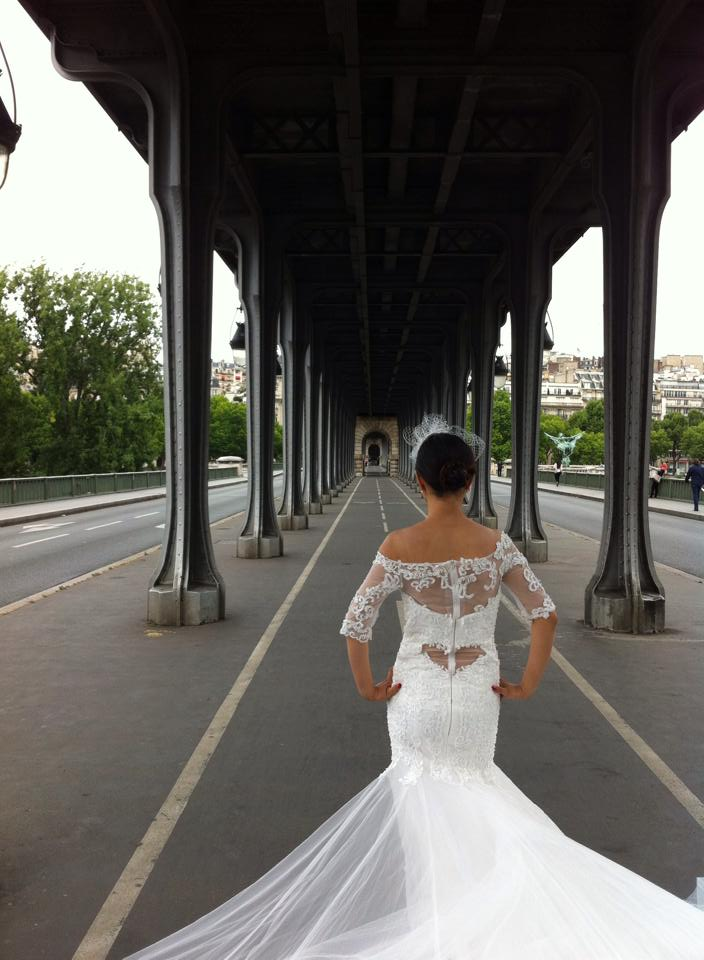
Une mariée sous le viaduc de Passy en 2015.

- le viaduc ferroviaire est supporté par des colonnades métalliques, sauf au débouché de l’île aux Cygnes, où il repose sur une arche en maçonnerie ;

- le viaduc ferroviaire est horizontal, alors que la voie routière est en descente de la rive gauche vers la rive droite, ce qui fait que l'écart entre les deux voies n'est pas constant ;
- une piste cyclable chemine sous le viaduc ferroviaire ;
- des escaliers au milieu du pont permettent de passer sur l'île aux Cygnes, longue promenade qui mène au pont de Grenelle et à la réplique de la statue de la Liberté ;
- une plaque commémorative rappelle les exploits de la première brigade des Forces françaises libres lors de la bataille de Bir Hakeim, du 27 mai au 11 juin 1942.

Il est orné de quatre statues monumentales en pierre en bas-relief situées sur l'arche centrale du viaduc, au niveau de l’île aux Cygnes :
- La Science et Le Travail de Jules Coutan en amont ;
- L'Électricité et Le Commerce de Jean-Antoine Injalbert en aval.

Du côté amont, au niveau de la chaussée (belvédère Susan-Travers), la statue La France renaissante, de Holger Wederkinch, fut offerte par la communauté danoise de Paris en 1930.
Les piles sont ornées de deux groupes statuaires de Gustave Michel étroitement imbriqués dans la charpente : Les Nautes, équipés d'accessoires maritimes (filet, bouée, voile, etc.), qui attachent un blason de la ville de Paris à la pile, et Les Forgerons-riveteurs, qui fixent un blason RF à la pile. Ces groupes sont reproduits à l'identique sur les deux bras de la Seine, en amont et en aval (soit quatre reproductions de chaque groupe).

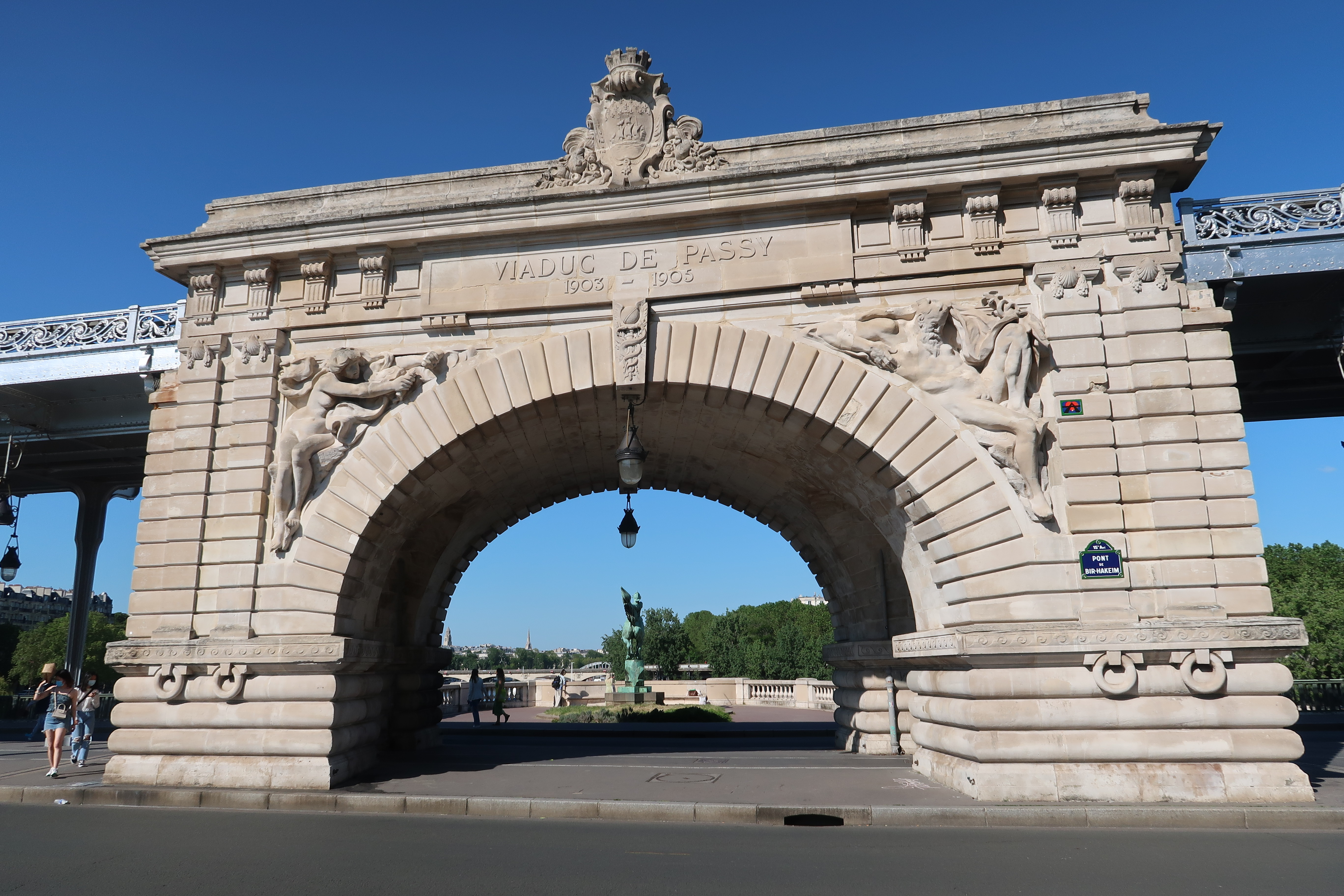
Édifice central du viaduc.
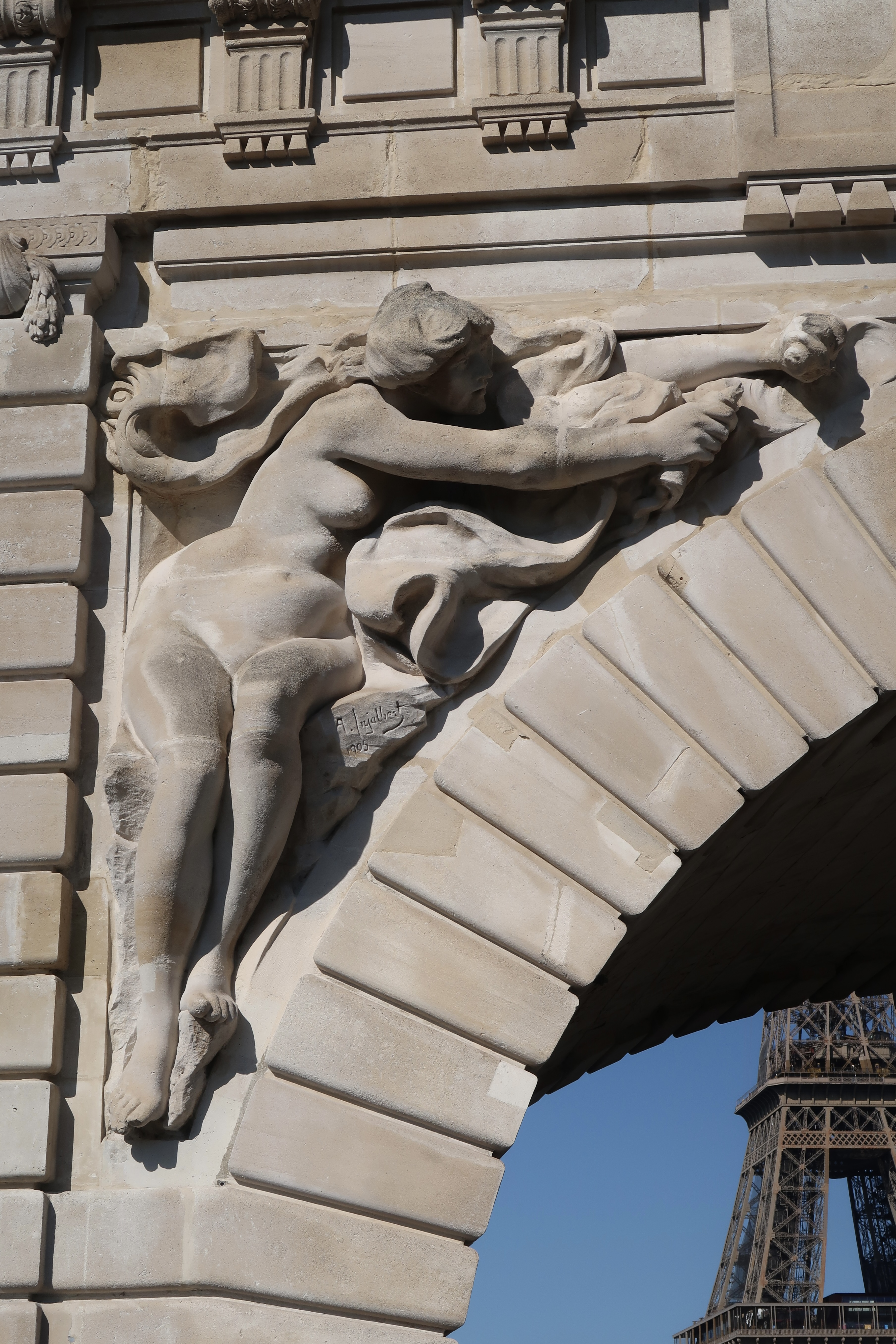
Jean-Antoine Injalbert, L'Électricité.
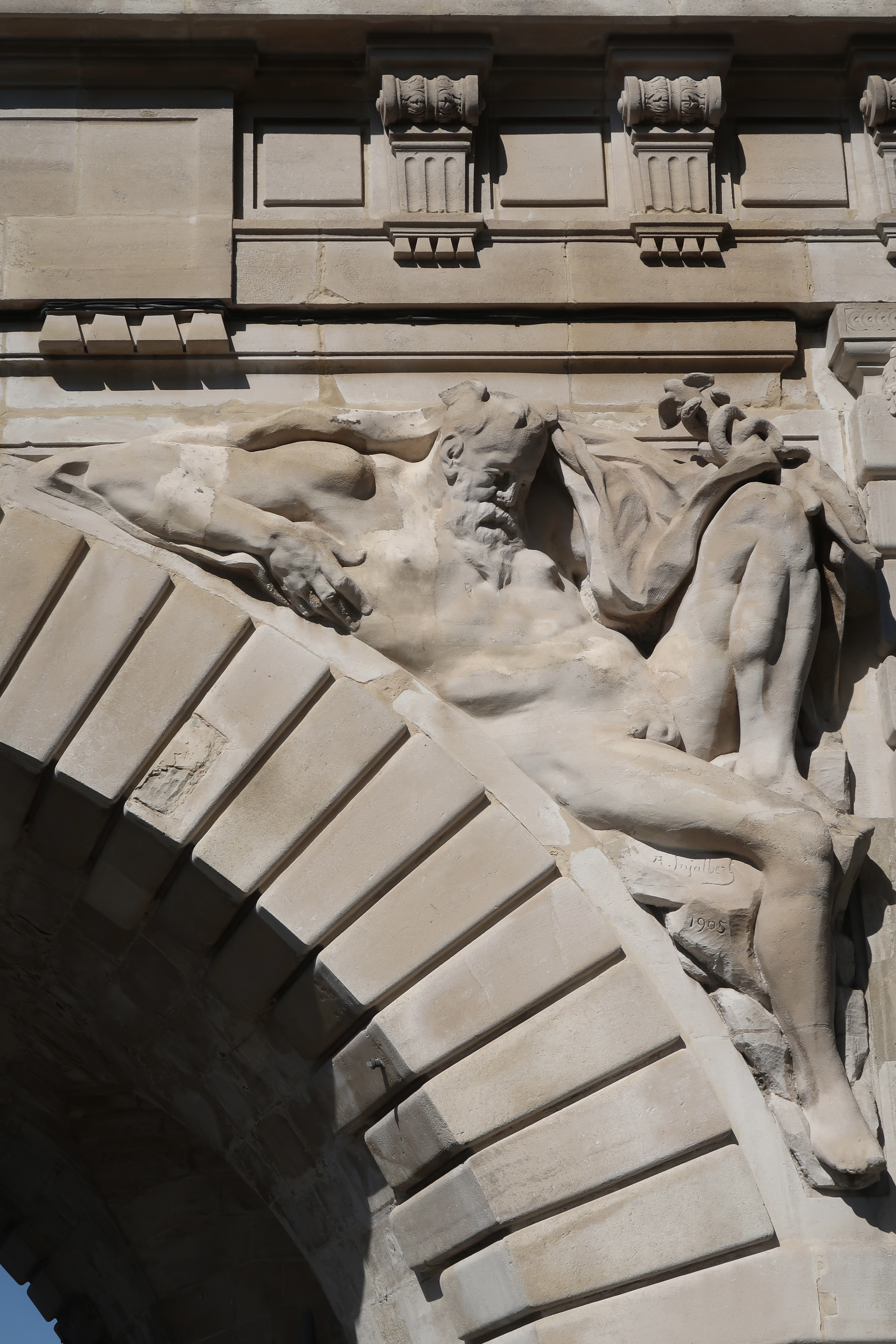
Jean-Antoine Injalbert, Le Commerce.

## Dans la culture

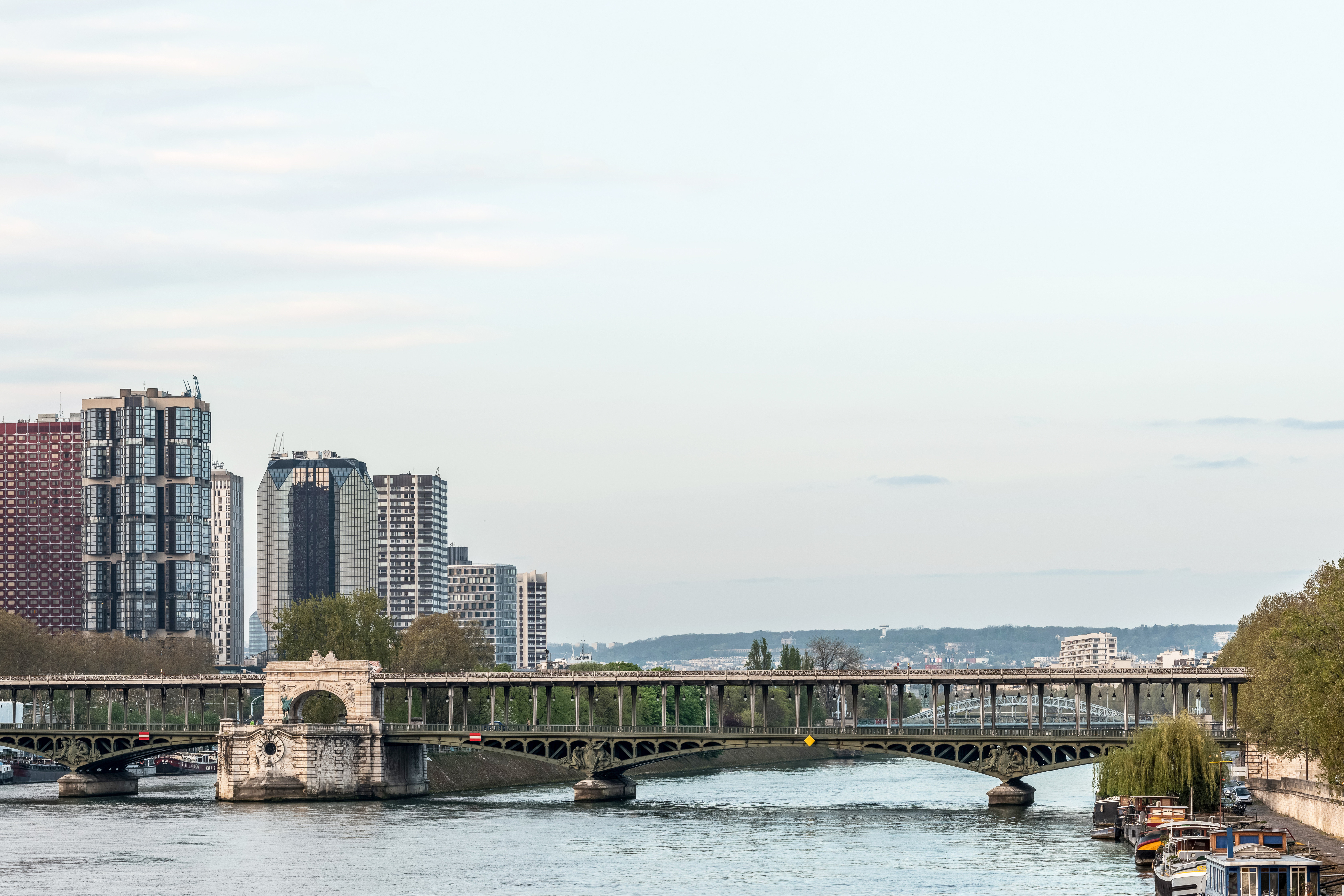
Le pont au printemps.

- De nombreux tournages se sont déroulés sur le pont et son viaduc : Ascenseur pour l'échafaud, Zazie dans le métro, Le Professionnel, Peur sur la ville (où Jean-Paul Belmondo cascade sur le toit d'une rame de la ligne 6), Ronin, Taxi 2, Le Dernier Tango à Paris, Benjamin Gates et le Livre des secrets, Mariage mixte, Un Indien dans la ville, Munich, Inception, Dexter y passe pour assassiner Lila Tournay, etc.[16],[17].
- En 1983, la chanteuse française Sheila le cite dans sa chanson E6 dans le Quinzième[18], écrite par Philippe Abitbol et composée par Gérard Presgurvic, incluse sur son album On dit.

## Galerie de photographies

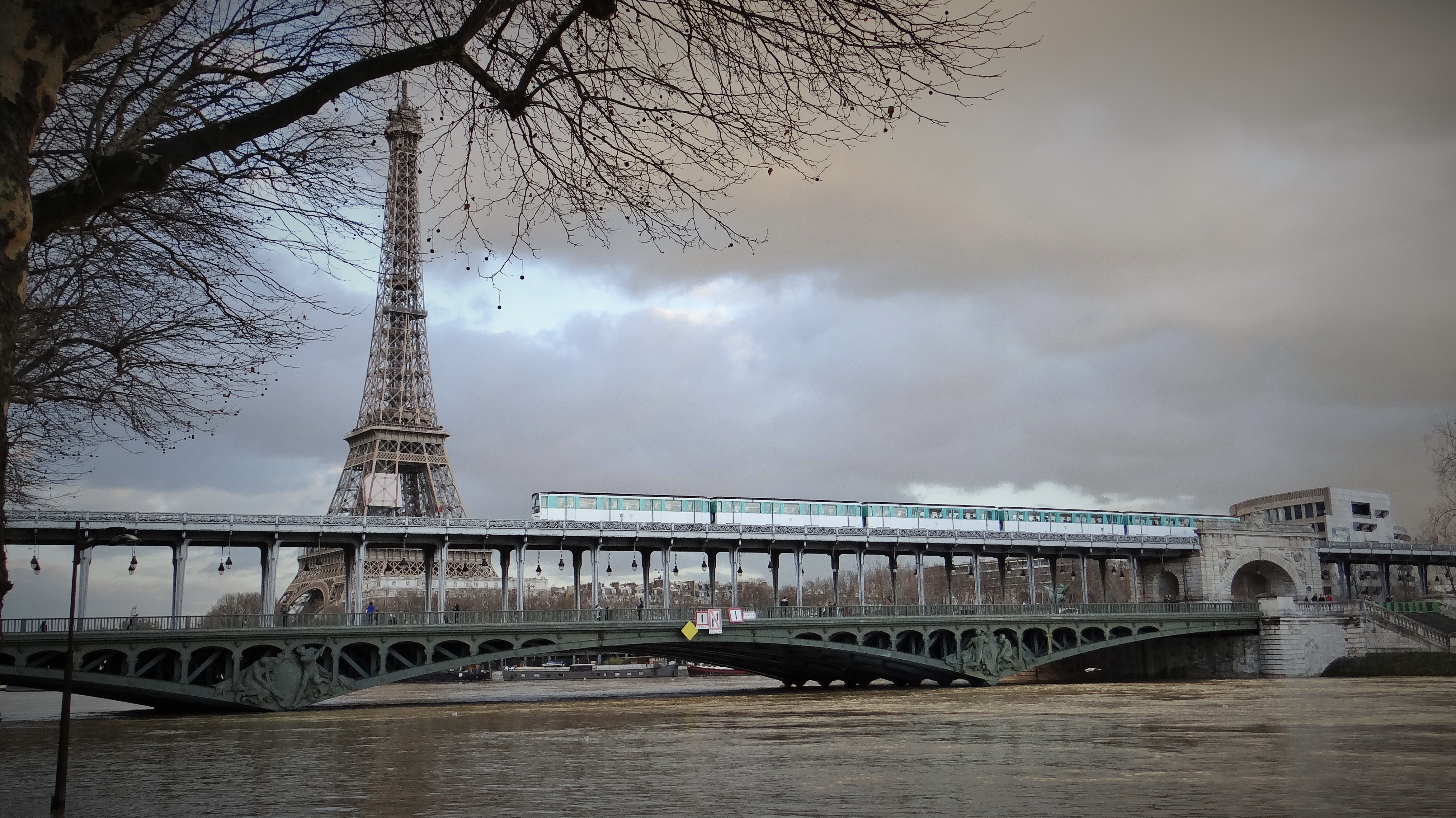
Crue de la Seine, janvier 2018.
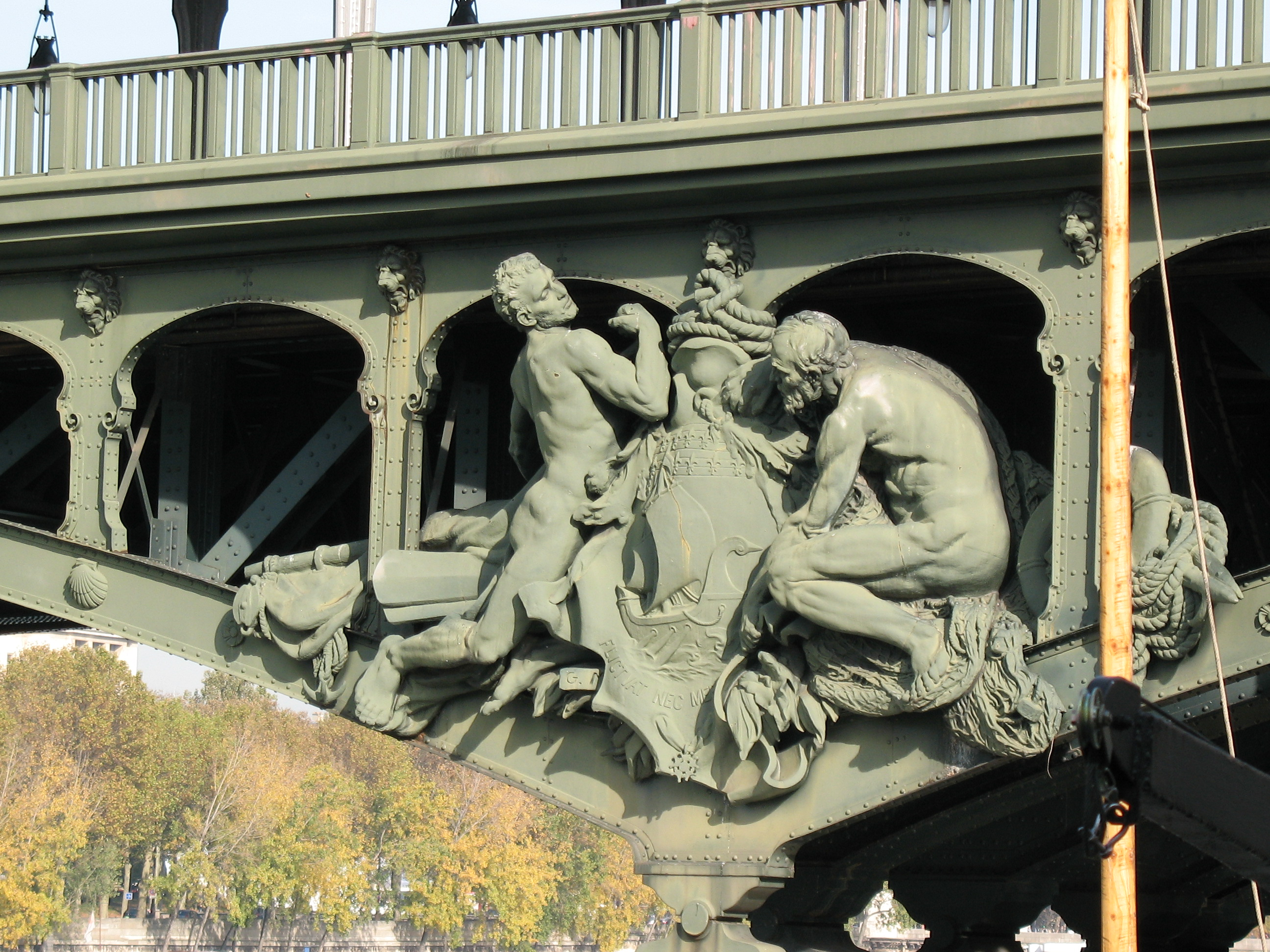
Les Nautes, de Gustave Michel.
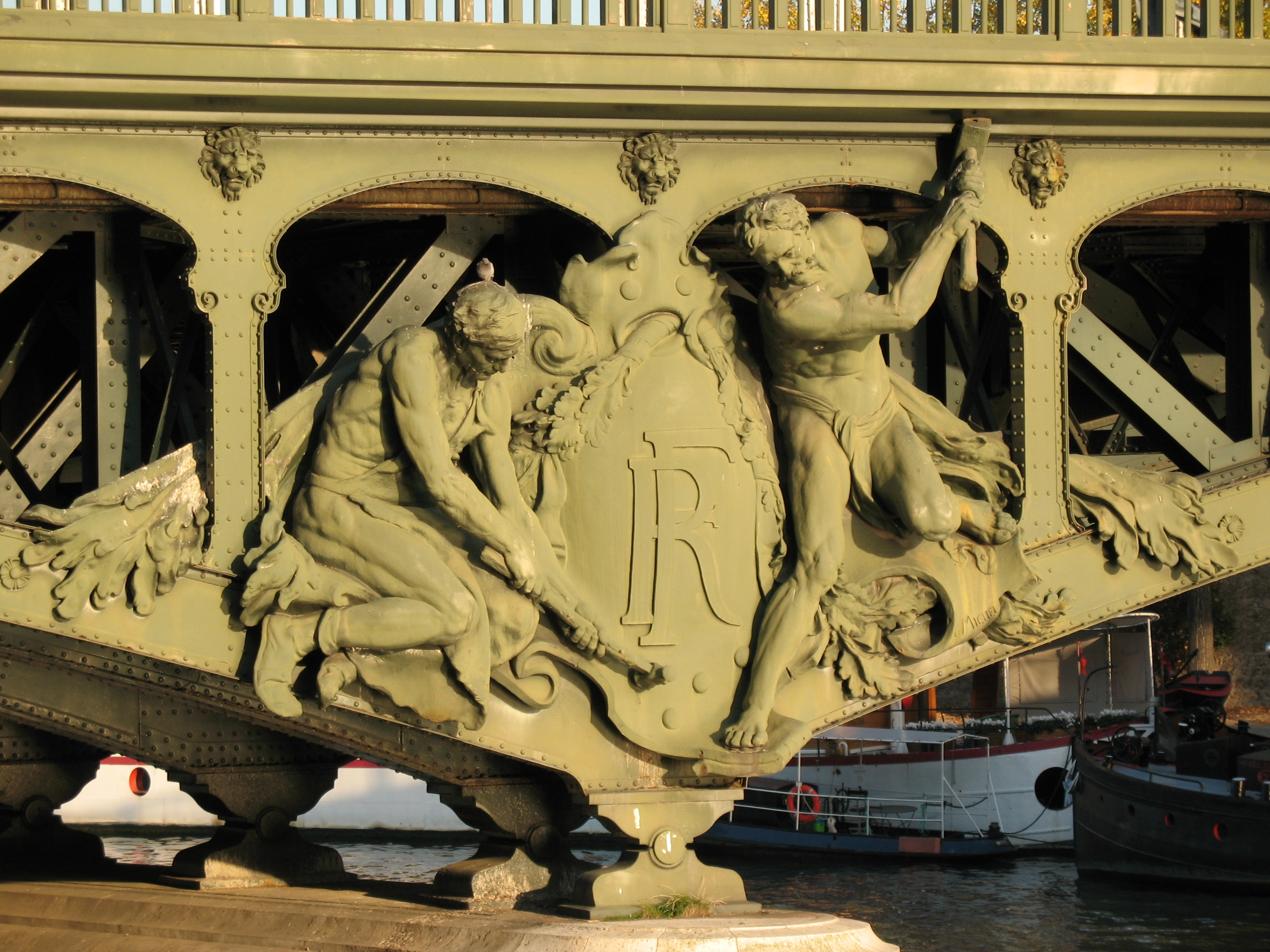
Les Forgerons-riveteurs, de Gustave Michel.
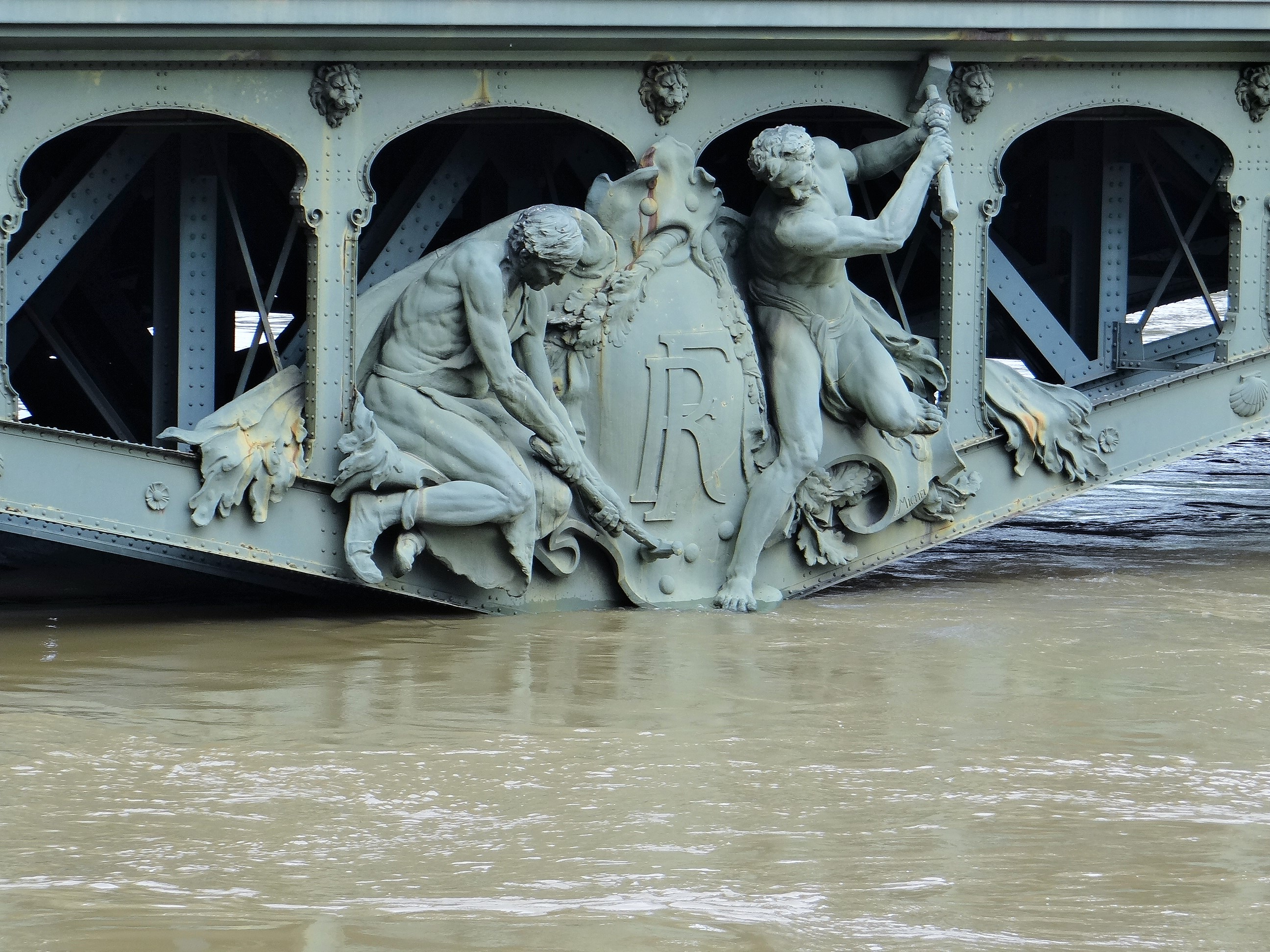
Crue de la Seine de juin 2016, Les Forgerons-riveteurs, les pieds dans l'eau.

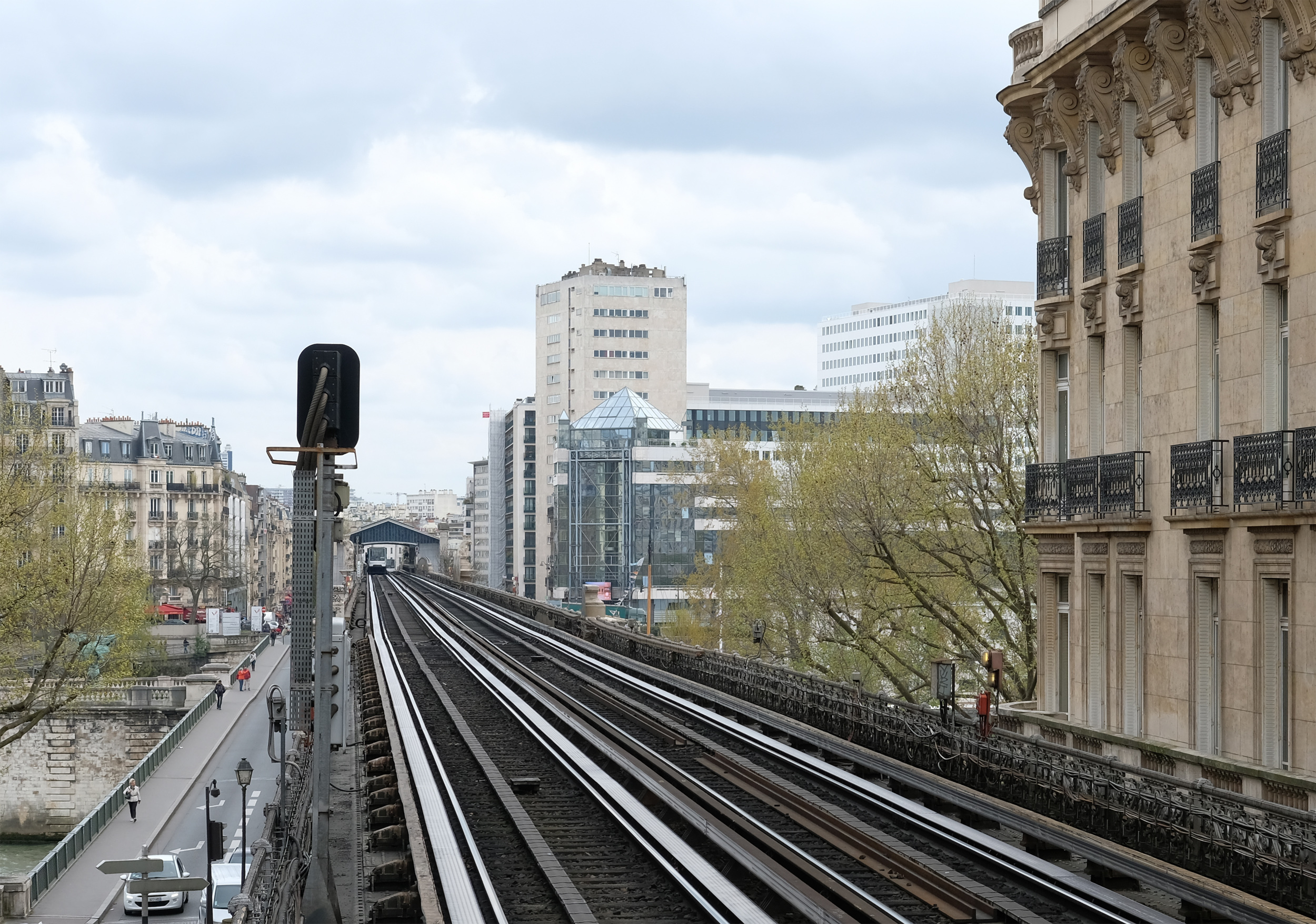
La ligne de métro no 6 franchissant la Seine sur le pont de Bir-Hakeim.
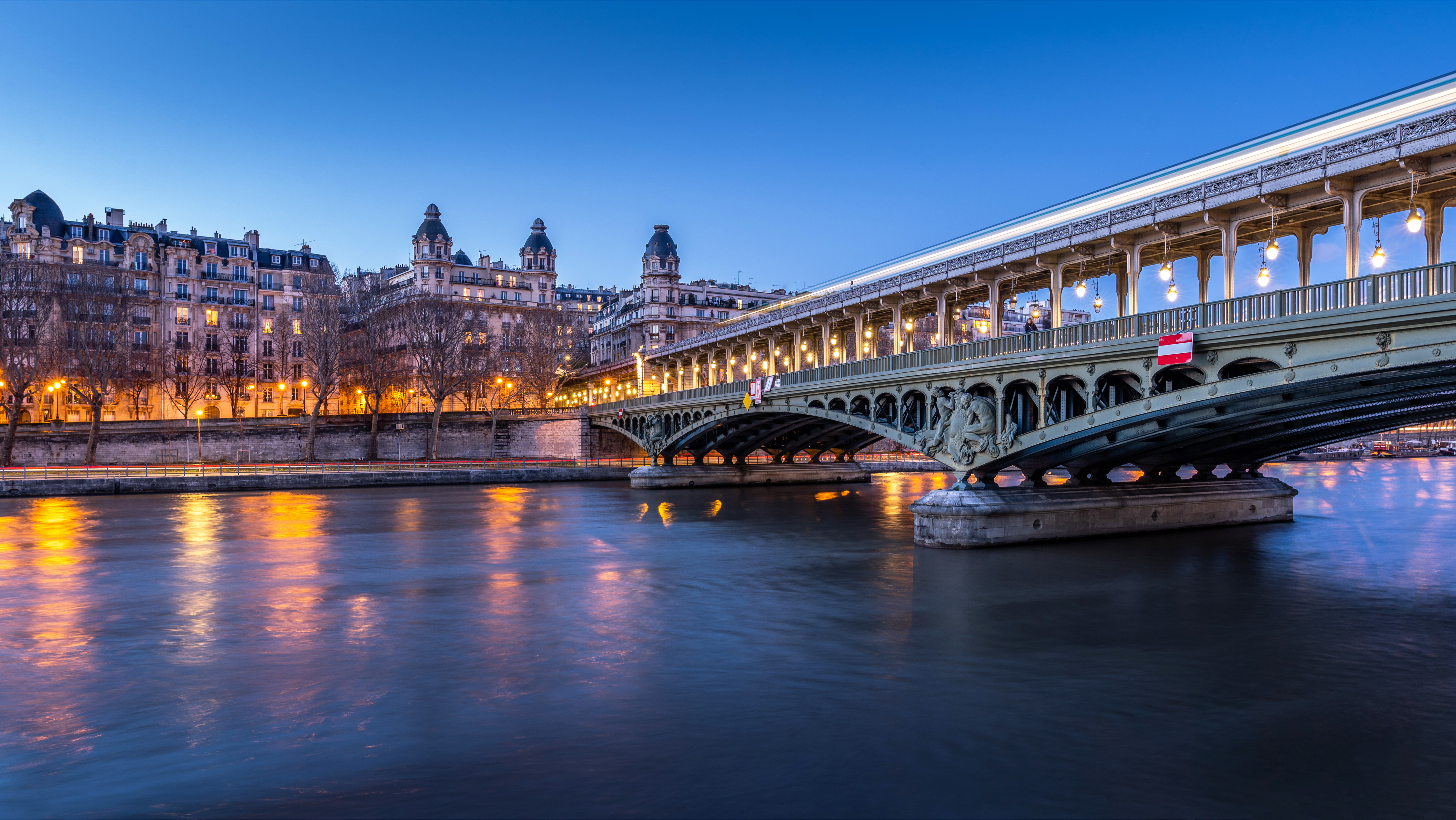
Le pont illuminé, en soirée.

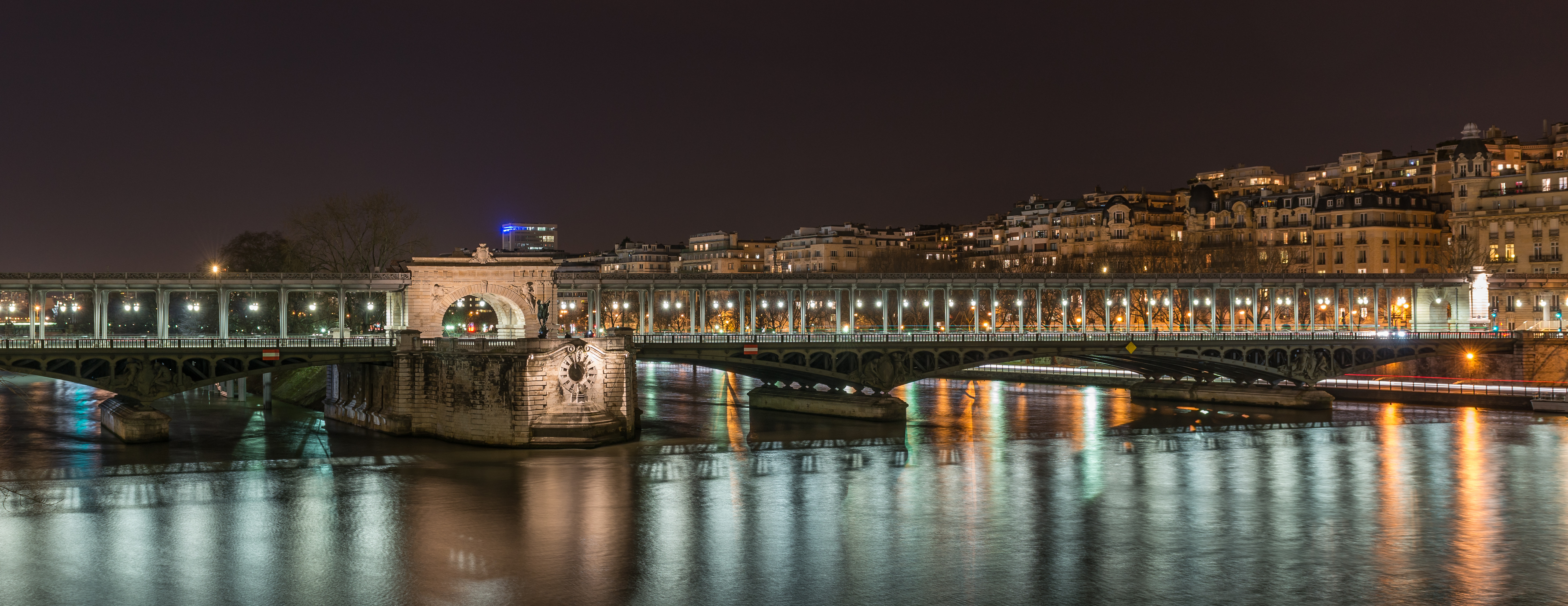
Le pont de Bir-Hakeim vu de nuit, depuis la promenade d'Australie.